# Pseudempusa pavonina
Pseudempusa pavonina är en bönsyrseart som beskrevs av Giglio-tos 1916. Pseudempusa pavonina ingår i släktet Pseudempusa och familjen Mantidae. Inga underarter finns listade i Catalogue of Life.